# Baluardo della Vittoria
Il baluardo della Vittoria è un baluardo delle mura di Grosseto, che costituisce l'estremità meridionale del bastione Fortezza, caratteristico complesso fortificato situato al vertice nord-orientale della cinta muraria cittadina.
Il baluardo, assieme al baluardo di Santa Lucia, è uno dei due baluardi minori che dal bastione Fortezza si aprono con la punta rivolta verso il centro storico; rispetto all'altro baluardo si trova poco più a sud, essendo rivolto verso la parte interna della città a ridosso dell'attraversamento stradale di via Amiata, oltre il quale le mura proseguono verso il bastione Maiano.
Il baluardo della Vittoria venne edificato durante la ricostruzione delle mura nella seconda metà del Cinquecento e, come quasi tutti gli altri baluardi, è dotato di una serie di cannoniere. Il baluardo conserva un "casino da sentinella", con caratteristiche molto simili a quello presente sul bastione di Santa Lucia.